# Jan Janszoon
El neerlandés Jan Janszoon van Haarlem (c. 1570-c. 1641), también conocido como Murat Rais el Joven, fue el primer presidente de la llamada República de Salé y uno de los corsarios y renegados más famosos, integrante de los temidos Corsarios de Salé.

## Biografía
Tras haber sido miembro de la tripulación de otro renegado neerlandés famoso, Sulayman Reis, en 1626 fue nombrado reïs o raïs (almirante) y primer presidente de la República de Salé (en la costa atlántica del actual Marruecos), cargo que ejerció hasta 1627, cuando los cambios políticos le obligaron a volver a su vida anterior de piratería. En 1627, al mando de quince jabeques saqueó las costas de España, Portugal y Francia hasta llegar a la isla de Lundy, en el canal de Brístol, que utilizaría como base para atacar barcos y pueblos costeros durante los próximos cinco años y, al igual que otro renegado neerlandés, Zymen Danseker (c. 1579-c. 1611), había hecho a principios del siglo, llegando incluso a atacar Islandia, de donde regresó con entre 400 y 800 prisioneros para vender como esclavos.
De vuelta a su base en Argel, en 1631, Janszoon, a mando de unos 200 hombres a bordo de dos jabeques, volvió a dirigirse al Atlántico, esta vez llegando a saquear Baltimore, un pueblo del sur de Irlanda. Aunque probablemente tenía previsto atacar Kinsale, el patrón de uno de los barcos que había capturado durante el viaje le convenció de que Baltimore sería un objetivo más fácil de atacar, y les llevó allí a cambio de su libertad.

## Contexto histórico
A lo largo de la primera mitad del siglo XVII, aparte de sus hazañas en el Mediterráneo, los piratas berberiscos también habían capturado alrededor de 500 barcos en las costas de las islas británicas (entre 1609 y 1616 fueron capturados 466, además de 27 naves capturadas cerca de Plymouth en 1625).

## Vida personal
Dos de sus hijos mulatos, Anthony y Abraham van Salee, estarían entre los primeros emigrantes en llegar a Nueva Ámsterdam en el siglo XVII, y serían los antepasados de la futura dinastía estadounidense de los Vanderbilt, además de Jacqueline Kennedy Onassis y Humphrey Bogart.